# Formosopyrrhona longula
Formosopyrrhona longula là một loài bọ cánh cứng trong họ Cerambycidae.